# Frédéric Beigbeder

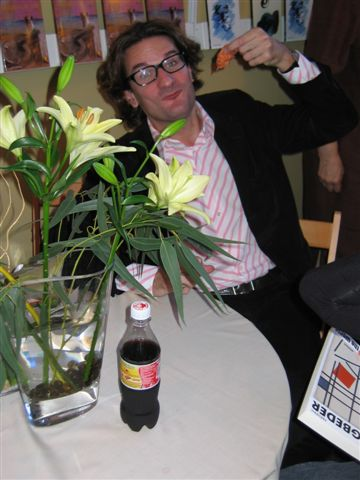
Frédéric Beigbeder, Krakow (Polen), 23 oktober 2004

Frédéric Beigbeder, född 21 september 1965 i Neuilly-sur-Seine, är fransk författare och kritiker.
Beigbeder arbetar som kolumnist i diverse tidskrifter, som litterär kritiker på tevekanalen Paris Première och som förläggare på Parisförlaget Gallimard.
Hans person upptar stor plats såväl i franska medier som i hans egna romaner; hans hittills största försäljningssuccé, 99 francs (2000), bygger exempelvis till stor del på självbiografiska influenser från författarens tio år som copywriter på den franska filialen av världens största reklambyrå; Beigbeder blev för övrigt avskedad för grovt tjänstefel på grund av de avslöjanden han gör i 99 francs.
Författarens stil kan betecknas som typiskt postmodern enligt den kanadensiska litteraturvetaren Linda Hutcheons syn på begreppet: Beigbeder är ironisk, parodisk och full av självifrågasättande, men framför allt utgör han villigt en del av den samhällssituation som han kritiserar. Copywritern Octave Parango i 99 francs njuter till fullo av sina 13 000 euro i månaden, men han avskyr och kritiserar de attyder som råder inom hans yrke och hur han själv förvandlats under sin tid i reklamens glamorösa väld.
Beigbeders roman Windows on the World från 2003 behandlar katastrofen den 11 september 2001 och är en utdragen skildring av hur attentatets förlopp upplevs av en man som med sina två söner befinner sig på restaurangen i toppen på ett av tornen; det är restaurangens namn som gett romanen dess titel, vilken är engelsk också i det franska originalet. Det självbiografiska draget är som vanligt framträdande, men här väljer inte Beigbeder att speglas i ett alter ego som Octave i 99 francs, utan han låter den anonyme författarröst som uppenbart är han själv vara huvudperson i vartannat kapitel.
Bägge de ovan nämnda romanerna av Frédéric Beigbeder har blivit översatta till över tjugo språk; emellertid finns inga av hans böcker på svenska.